# Buchberg (Attergau)
Der Buchberg ist ein 808 m ü. A. hoher Berg in Oberösterreich. Er liegt am nordwestlichen Ufer des Attersees. Im Gipfelbereich befinden sich die Reste einer bronzezeitlichen Ringwallanlage.

## Geografie
Der Buchberg liegt im Gemeindegebiet von vier Gemeinden, wobei der größte Teil auf die Gemeinde Berg im Attergau entfällt. In der Nähe des Jagastüberl, das nahe dem Gipfel liegt, treffen sich die Gemeinden Attersee am Attersee, St. Georgen im Attergau und Berg im Attergau in einem Punkt. Ein verhältnismäßig kleiner Teil des nördlichen Buchbergs zwischen dem Nordhang und dem Attersee, in welchem der Ort Unterbuchberg liegt, gehört zur Gemeinde Seewalchen am Attersee.
Der Großteil des Buchbergs sowie auch der Gipfelbereich stehen im Besitz der Forstverwaltung Kogl, während die Randgebiete hauptsächlich im Besitz ansässiger Bauen sind.
Aufgrund seines starken Gefälles kam es früher zwischen Seewalchen und Attersee häufig zu Hangrutschungen, welche die am Fuße des Buchbergs gelegene Attersee Straße B 151 unpassierbar machten. Diese Gefahr wurde jedoch durch umfangreiche Sicherheitsmaßnahmen eingedämmt.
Das Gipfelkreuz befindet sich nicht auf dem höchsten Punkt des Buchbergs, sondern etwas davon entfernt, nahe dem Jagastüberl bei einem Aussichtspunkt (780 m) auf den Attersee.

## Wanderwege
Es führen mehrere Wanderwege aus fast allen Richtungen auf den Buchberg, wobei der Weg aus Attersee der steilste ist. Die Wanderwege folgen zum Teil den bestehenden Forstwegen, die nur zu Fuß genutzt werden dürfen, und bieten trotz der sonst dichten Bewaldung an mehreren Stellen eine herrliche Aussicht auf den Attersee und den Attergau. Ziel der meisten Wanderer ist das Jagastüberl, das sich in der Nähe des Gipfels befindet, und von dem man einen großartigen Ausblick, vom Dachstein im Süden bis zum Mühlviertel im Norden, hat.

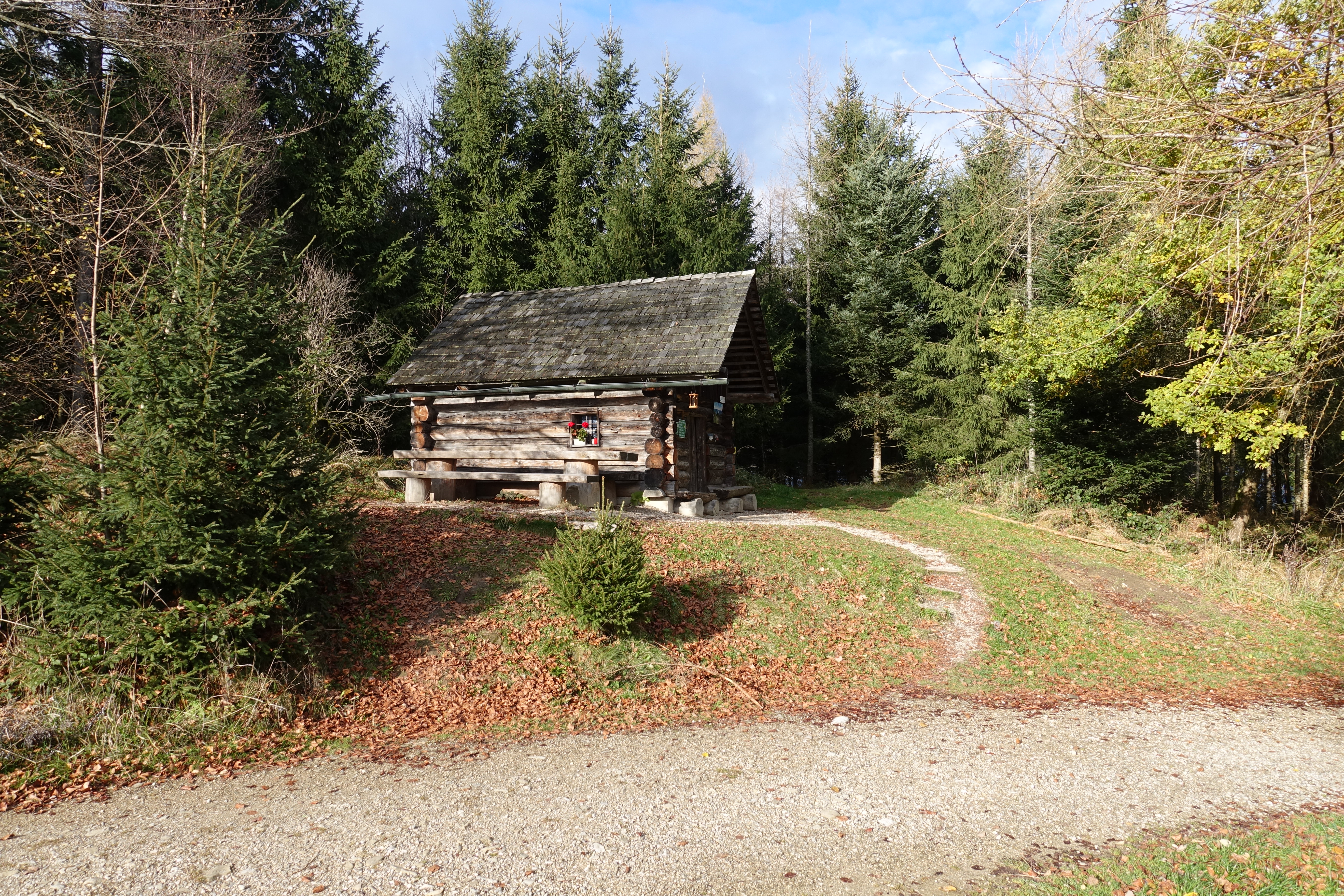
Jagastüberl
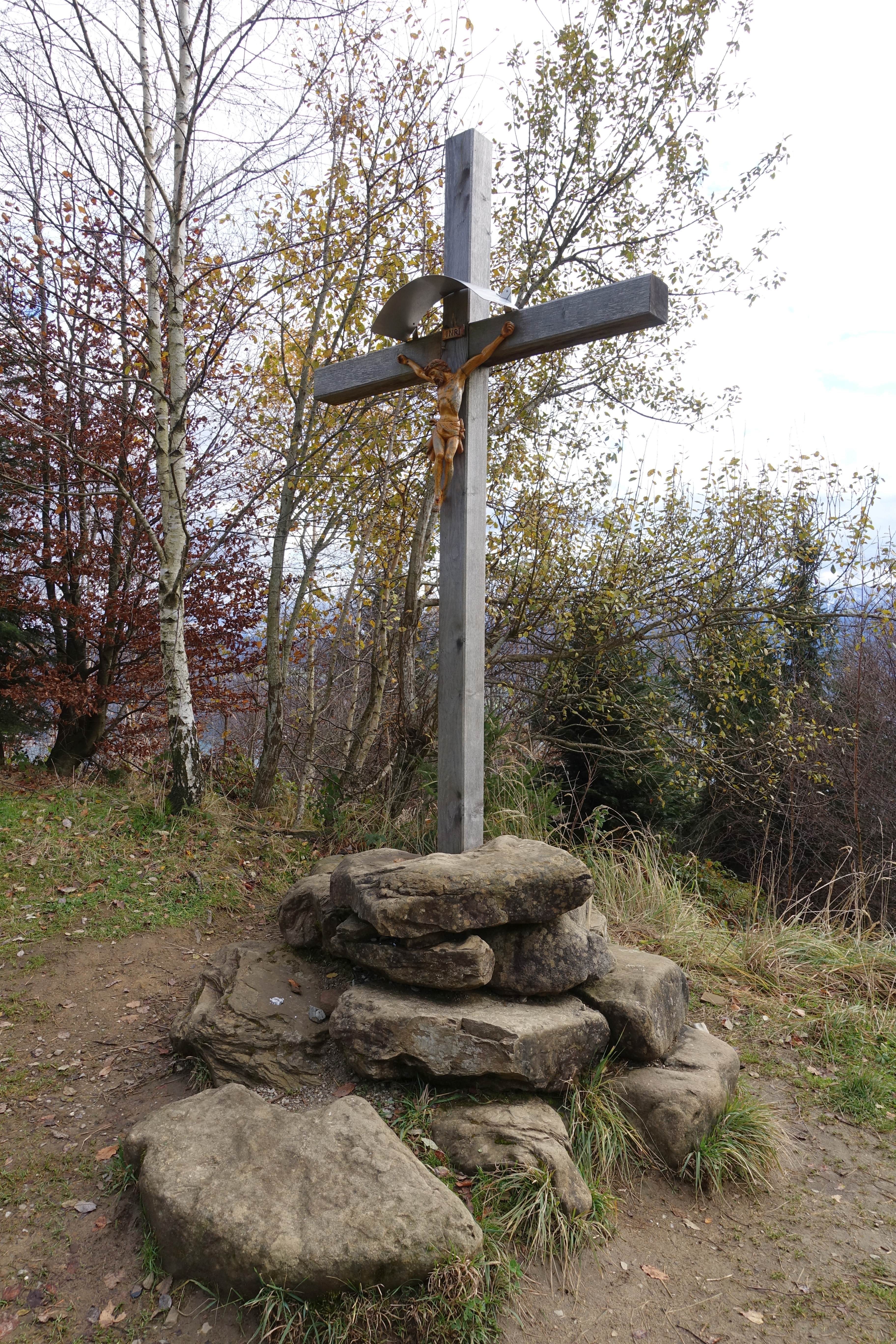
Gipfelkreuz

## Ringwallanlage
Die Ringwallanlage Buchberg erstreckt sich großflächig um den Gipfelbereich des Buchbergs und steht in den drei betroffenen Gemeinden unter Denkmalschutz (Listeneintrag). Der etwa 1,1 km lange Wall schließt eine Fläche von 5 ha ein, die Anlage war vermutlich bereits in der Bronzezeit besiedelt.